# Rhynchostegiella smithii
Rhynchostegiella smithii är en bladmossart som beskrevs av Edwin Bunting Bartram 1950. Rhynchostegiella smithii ingår i släktet nålmossor, och familjen Brachytheciaceae. Inga underarter finns listade i Catalogue of Life.